# لتیسیا اوئیخارا
لتیسیا اوئیخارا (اسپانیایی: Leticia Huijara‎) بازیگر اهل مکزیک است. وی دانش‌آموختهٔ رشتهٔ ادبیات نمایشی در دانشگاه مستقل ملی مکزیک است. او در سال ۱۹۹۸ برندهٔ جایزه آریل بهترین بازیگر زن شد.
از فیلم‌ها یا مجموعه‌های تلویزیونی که وی در آن‌ها نقش داشته است، می‌توان به سنس۸ و زنان قاتل اشاره نمود.